# Ciné-Asie
 (avril 2016).
Ciné-Asie est une Association à but non lucratif de film et média basée à Montréal qui cherche à explorer l'identité unique des arts médiatiques et artistes Asiatiques-Canadiens. Son objectif est de développer et créer 
un cinéma capable de fournir à tous ceux qui sont marginalisés par les Médias de masse, les moyens d'introduire auprès du public, la culture asiatique et le film de genre. Ciné-Asie s'implique au sein de différents projets incluant concours, expositions, exhibitions et séances de projections à la Cinémathèque québécoise. 
En 2008, la compagnie Ciné-Asie Creatives est établie sous la tutelle de Ciné-Asie. Cette division de la compagnie d'origine s'occupe de la coproduction internationale de films canadiens et asiatiques tout autant que la vente et de la distribution de films entre l'Asie et le Canada. Ciné-Asie Creatives développe actuellement un Long métrage en coproduction, avec la collaboration de six réalisateurs asiatiques. À côté de cela, Ciné-Asie Creatives a fait l'acquisition des droits de distribution canadiens des films coréens Breathless de Yang Ik-june et My Dear Enemy de Lee Yoon-ki.

## Histoire
Fondée en 1996 comme une compagnie agréée, Ciné-Asie commence ses activités en 1997 avec l'évènement « Three Korean Master Filmmakers » à Montréal, Ottawa, Toronto et Vancouver en collaboration avec plusieurs cinémathèques du Canada ainsi que le Centre Culturel de New York Culturel. Entre 1998 et 2000, Ciné-Asie a accueilli de façon mensuelle, plusieurs séances de projections et séminaires de films asiatiques et américain-asiatiques en partenariat avec la Cinémathèque Québécoise à Montréal. À cette période, elle organise des évènements autour du film Asiatique à la Fondation Asie Pacifique et publie le bulletin mensuel bilingue du film local QuiFaitQuoi au sujet des films et cinéastes asiatiques du Canada et de l'étranger. 
En 1999, Ciné-Asie a tenu et organisée conjointement avec l'Université Concordia “Chinese Cinema, 1933-49” pour le compte de la Film Society of Lincoln Center. La même année, la compagnie organise le “Amérasia International Film and Video Festival” à Montréal et commence à accueillir chaque mois des évènements sociaux pour la Société d'Art Visuel et du Film asiatique, un groupe de soutien destiné aux artistes asiatiques-canadiens. 
Après une pause de six années, Ciné-Asie reprend ses travaux, dirige la programmation et la coordination des projections de film Asiatique-Canadien lors du Asian Heritage Festival pour le compte de Acces-Asie, une organisation montréalaise à but non lucratif. Plus encore, Ciné-Asie a intensifié ses collaborations avec la Cinémathèque Québécoise de Montréal en organisant en 2006 une rétrospective de films Coréens puis une suivante en 2007, sur la carrière du réalisateur Hong Sang-soo’s films. En 2008 Ciné-Asie a également repris ses séances mensuelles de projection à la Cinémathèque Québécoise liées aux films asiatiques-canadiens.

## Projets

### Séances de Projection
Ciné-Asie organise régulièrement à la Cinémathèque Québécoise des séances de projection de films asiatiques et asiatiques-canadiens.
- Mars 2009 - Chungking Express (Chongqing senlin) [1994]

Réalisateur : Wong Kar-wai
Caméraman: Christopher Doyle et Wai Keung Lau
Vainqueur en 1997 du Film Independent's Spirit Awards pour le Meilleur Film Etranger 
- Avril 2009 - La Vie sur un fil (Bian zou bian chang) [1991]

Réalisateur : Chen Kaige
Sélection officielle en compétition au Festival de Cannes et vainqueur de la Tulipe d'Or au Festival international du film d'Istanbul.
- Mai 2009 - Irezumi – Spirit of Tattoo (Sekka Tomurai Zashi) [1982]

Réalisateur : Yoichi Tokabayashi 
- Juillet 2009 - L’Empire Du Désir, Films Érotiques Japonais

Vitrine des films érotiques de genre Pinku eiga incluant des films de Tetsuji Takechi, Kan Mukai, et Noboru Tanaka en partenariat avec le Festival International du Film de FanTasia.

### Concours National de Vidéo Portrait
Depuis 2008, Ciné-Asie accueille chaque année un Concours de Vidéo Portrait. Le Concours est un évènement qui présentent des artistes émergents en Médias visuels asiatiques et canadiens et leur permet d'exposer leurs courts-métrages. Les films sont jugés par cinq membres d'un jury, composé de membres issus de l'industrie professionnelle du cinéma et des arts visuels et médiatiques. En 2009, les membres du jury furent :
Yung Chang, réalisateur de Sur le Yangzi (2007); Germaine Ying Gee Wong, producteur de Up the Yangtze (2007); Malcolm Guy, producteur, réalisateur et président des Productions Multi-Monde; Liz Ferguson, critique de films pour The Gazette; et François Laurent, directeur et président de l'Association des Étudiants en Cinéma de l'Université de Concordia(CSA).
En 2009, le vainqueur en court métrage du second Concours National de Vidéo Portrait de Ciné-Asie fut: Nguyen-Anh Nguyen avec Mon nom est Tuan (2008); Jason Karman avec State of Yo (2007); Kelly-Anne Riess avec A Tall Tale (2009); et Mina Vladimir avec Harvest Moon (2009).

### Tournée rétrospective de Jeon Soo-il
Ciné-Asie, en association avec la Cinémathèque Québécoise de Montréal, présentera une rétrospective des films du réalisateur sud-coréen Jeon Soo-il, incluant With a Girl of Black Soil (2007). La rétrospective entière sera diffusée de novembre 2009 à janvier 2010, commençant à Montréal, avec des arrêts à Ottawa, Toronto, Vancouver et Los Angeles.